# 레즐리 딘
레즐리 딘(Lezlie Deane, 1964년 6월 1일 ~ )은 미국의 배우이다.

## 출연 작품
- 펄프 픽션 또 다른 이야기 (1997, Plump Fiction)
- 베이비 대소동 (1992년)
- 나이트메어 6 - 프레디 죽다 (1991년)
- 헬레이더스 (1988년)
- 다이너스티 (1981년)